# Matthias Manasi

Matthias Manasi, 2024

Matthias Manasi (* 26. Dezember 1969 in Berlin) ist ein deutscher Dirigent und Pianist. Er war von 2017 bis 2021 Music Director und Chefdirigent der Nickel City Opera in Buffalo.

## Leben
Matthias Manasi erhielt ab dem Alter von drei Jahren Klavierunterricht und ab dem Alter von acht Jahren Violinunterricht. Im Alter von vierzehn Jahren wurde er Schüler von Wolfgang Bloser in Stuttgart. Dirigieren studierte er an der Hochschule für Musik und Darstellende Kunst Stuttgart bei Thomas Ungar. Klavier studierte er an der Hochschule für Musik und Darstellende Kunst Stuttgart bei Andrzej Ratusiński und an der Hochschule für Musik Karlsruhe bei Carmen Piazzini. Meisterkurse absolvierte er bei Jorma Panula, Kurt Masur, Sylvain Cambreling, Gianluigi Gelmetti, Helmuth Rilling und Assistenzen bei Heinz Holliger, Manfred Honeck und Miguel Ángel Gómez Martínez. Zu seinen Mentoren und Förderern gehörten Karl Österreicher und Ferdinand Leitner. Mit neunzehn Jahren begann Matthias Manasi während seines Studiums ein Engagement als Solorepetitor und Assistenzdirigent an der Staatsoper Stuttgart und dirigierte mit neunzehn Jahren Strawinskys Histoire du soldat im Wilhelma-Theater in Stuttgart.
Matthias Manasi entschied sich nach dem Studium für den Weg des Kapellmeisters und dirigierte u. a. am Theater Kiel und am Staatstheater Oldenburg. 2005 war Manasi beim Rossini-Festival in Bad Wildbad engagiert, wo er der Cembalo-Solist in einer Aufführung der Oper L’occasione fa il ladro mit der Württembergischen Philharmonie Reutlingen war, die von Antonino Fogliani dirigiert wurde. Zwischen 2008 und 2010 war Manasi Dirigent am Theater Annaberg-Buchholz.
Im November 2009 begleitete er die Mezzosopranistin Laura Brioli in einem Liederabend auf Wagners Steinway in der Villa Wahnfried in Bayreuth.
Matthias Manasi war Chefdirigent und künstlerischer Leiter des Orchestra Camerata Italiana. Im April 2010 dirigierte er mit dem Orchestra Camerata Italiana in der Chiesa di San Bartolomeo in Benevento eine Aufführung des Stabat mater von Giovanni Battista Pergolesi anlässlich des 300. Geburtstages des Komponisten. Im Jahr 2012 dirigierte er mit dem Orchestra Camerata Italiana die Uraufführung von Cosimo Minicozzis Oratorium „La Passione di Padre Pio da Pietrelcina“.
Von 2010 bis 2013 war Matthias Manasi Music Director des International PuntaClassic Festivals in Montevideo. Im Januar 2011 leitete Manasi beim International Punta Classic Festival eine mit Solisten aus Südamerika besetzte Neueinstudierung der Oper La Bohème. Von 2013 bis 2016 war Matthias Manasi Erster Dirigent der Oper Breslau.
Von 2017 bis 2021 war Manasi Musikdirektor und Chefdirigent der Nickel City Opera in Buffalo, New York, Vereinigte Staaten. Von 2020 bis 2024 war er Chefdirigent des Orchesters I Solisti di Milano.
Matthias Manasi gastierte am Theater Bremen, an der Oper Leipzig, am Staatstheater Braunschweig, am Staatstheater Kassel, an der Oper Halle, an der Astana Opera, an der Slezské divadlo Opava, am Teatr Wielki im. Stanisława Moniuszki in Poznań, an der Oper Breslau, am Teatr Wielki in Warschau, am Stadttheater Klagenfurt und bei den Eutiner Festspielen.
Als Gastdirigent dirigierte er unter anderem das SWR Symphonieorchester, die Symphoniker Hamburg, die Nürnberger Symphoniker, das Münchner Rundfunkorchester, das Niedersächsische Staatsorchester Hannover, das Staatsorchester Braunschweig, die Philharmonie Baden-Baden, das Südwestdeutsche Kammerorchester Pforzheim, das Bach-Collegium Stuttgart, die Berliner Camerata, das Györ Philharmonic Orchestra, das Philharmonische Orchester Helsinki, das Çukurova Devlet Senfoni Orkestrası, das National Radio Orchestra of Romania, das Orchestra Sinfonica do Teatro Nacional Claudio Santoro, das Orchestra Sinfonica di Sanremo, das Orquestra Filarmonia das Beiras, das Ploiești Philharmonic Orchestra, das Kazakh State Philharmonic Orchestra, die Slowakische Sinfonietta, das Orchestra Sinfonica della Provincia di Bari, das Southern Arizona Symphony Orchestra, das Vratsa Symphony Orchestra, das Orchestra Sinfonica di Roma, die Tschechische Philharmonie, das Wiener Mozart Orchester und das Orquestra Sinfônica do Rio Grande do Norte.
Am 8. Dezember 2017 dirigierte er mit dem Nationalorchester des Rumänischen Rundfunks im Sala Radio des Radio Rumänien International in Bukarest das weltweit übertragene Gedenkkonzert für König Michael I. von Rumänien.
Neben seiner Tätigkeit als Dirigent konzertierte er auch als Konzertpianist mit Orchestern wie dem Philharmonischen Orchester Kiel. Am 5. März 2016 gab er sein Debüt beim Sinfonieorchester Liepāja als Dirigent und Pianist und eröffnete das 24. Liepaja International Stars Festival mit Beethovens 0. Klavierkonzert. Als Dirigent und Pianist konzertierte er im Juni 2019 mit dem Orquestra Sinfonica do Rio Grande do Norte in Natal und im Februar 2020 mit dem Southern Arizona Symphony Orchestra in Tucson.
Im April 2022 leitete Manasi eine Conducting Masterclass im Konzertsaal des Kasachischen Nationalkonservatoriums in Almaty.
Im April 2023 erschien bei Hänssler Classic eine CD mit Matthias Manasi als Dirigent und der Slovak Sinfonietta mit Mozarts Sinfonien Nr. 34, 35 und 36.
Am 14. Januar 2024 dirigierte Matthias Manasi das Neujahrskonzert des Selangor Symphony Orchestra in Kuala Lumpur.

## Diskografie
- Matthias Manasi – Piano Recital – Klavierwerke von Mozart, Beethoven, Tschaikovsky and Gershwin. Label: New Classics.
- Wolfgang Amadeus Mozart – Symphonies Nos. 34, 35, 36 – Slovak Sinfonietta. Label: Hänssler Classic.